# Mnesarete mariana
Mnesarete mariana är en trollsländeart som beskrevs av Machado 1996. Mnesarete mariana ingår i släktet Mnesarete och familjen jungfrusländor. IUCN kategoriserar arten globalt som otillräckligt studerad. Inga underarter finns listade i Catalogue of Life.